# Georgios Bouglas
Georgios Bouglas (Grieks: Γεώργιος Μπούγλας) (Trikala, 17 november 1990) is een Grieks weg- en baanwielrenner die anno 2025 rijdt voor Burgos Burpellet BH. In het wegwielrennen werd hij drie maal nationaal kampioen van zijn land. Zijn broer Apostolos is ook actief geweest als wielrenner.

## Palmares

### Baan
2007
Balkanees kampioen scratch, Junioren
2008
 Grieks kampioen omnium, Junioren
 Grieks kampioen ploegenachtervolging, Junioren (met Georgios Melas, Vasileios Banousis en Iraklis Aslanis)
2010
 Grieks kampioen achtervolging, Elite
2011
 Grieks kampioen ploegsprint, Elite (met Christos Volikakis en Zafeiris Volikakis)
2014
 Grieks kampioen ploegkoers, Elite (met Apostolos Bouglas)
2015
 Grieks kampioen ploegenachtervolging, Elite (met Panagiotis Karabinakis, Vasileios Simantirakis en Zisis Soulios)
 Grieks kampioen ploegkoers, Elite (met Zisis Soulios)
 Grieks kampioen ploegsprint, Elite (met Anargyros Sotirakopoulos en Nikolaos Pagonis)

### Weg
2013
2e en 5e etappe Ronde van Roemenië
2014
 Grieks kampioen op de weg, Elite
2018
1e etappe Ronde van het Qinghaimeer
2019
5e etappe Ronde van het Qinghaimeer
2021
2e etappe In the footsteps of the Romans
2022
 Grieks kampioen op de weg, Elite
2023
1e etappe Ronde van Japan
 Grieks kampioen op de weg, Elite

## Resultaten in voornaamste wedstrijden
|      | \| Jaar \| \| WK op de weg \| \| ---- \| \| ------------ \| \| 2014 \| \| opgave \| \| 2022 \| \| opgave \| \| 2023 \| \| opgave \| |              |
| Jaar | | WK op de weg |
| 2014 | | opgave       |
| 2022 | | opgave       |
| 2023 | | opgave       |

## Ploegen
- 2009 –  Heraklion-Nessebar
- 2010 –  Heraklion Kastro-Murcia
- 2011 –  KTM-Murcia
- 2012 –  Gios-Deyser Leon Kastro
- 2013 –  SP Tableware
- 2014 –  SP Tableware
- 2016 –  China Continental Team of Gansu Bank (vanaf 20 mei)
- 2017 –  China Continental Team of Gansu Bank (vanaf 1 juli)
- 2018 –  Ningxia Sports Lottery Livall Cycling Team (vanaf 26 juni)
- 2019 –  Ningxia Sports Lottery Livall Cycling Team
- 2020 –  SSOIS Miogee Cycling Team
- 2021 –  Salcano Sakarya BB Team
- 2022 –  Spor Toto Cycling Team
- 2023 –  Matrix Powertag
- 2024 –  Burgos-BH
- 2025 –  Burgos Burpellet BH

Alleno · Álvarez · Angulo · Aparicio · Bol · Bouglas · Chumil · Delgado · Díaz · Ezquerra · Fagundez · Fernandez · Franco · Fuentes · Gate · Jackson · Langellotti · Mora · Okamika · Pelegrí · Sainbayar · Vacek · Bennassar (stagiair) · Cabedo (stagiair) · Rey (stagiair)